# 阿德蓋特維爾 (喬治亞州)
阿德蓋特維爾（英語：Adgateville）是位於美國喬治亞州傑斯帕縣的一個非建制地區。該地的面積和人口皆未知。

## 地理
阿德蓋特維爾的座標為33°13′23″N 83°40′16″W / 33.22306°N 83.67111°W，而該地的平均海拔高度為198米（即650英尺）。